# Scolymia wellsii
Scolymia wellsii is een rifkoralensoort uit de familie van de Mussidae. De wetenschappelijke naam van de soort is voor het eerst geldig gepubliceerd in 1967 door Laborel.